# ティグレ・ブランコ
セルヒオ・グスマン・シルバ（Sergio Guzmán Silva）は、メキシコの男性プロレスラーである。覆面レスラーで、ホワイトタイガーをモチーフとしたティグレ・ブランコ（Tigre Blanco）としてしられる。
ティグレ・ブランコのリングネームを用いたレスラーは数名確認されており、一般的に知られているのは本名、セルジオ・グズマン・シルヴァが有名である。近年では2012年12月にRayの自主興行でTAJIRIがこのマスクマンで試合を行っている。

## 来歴
1995年2月2日デビュー、AAAを拠点とし1999年にCMLLに移籍し現在名になる。2009年にはコントラ・マッチに敗れ素顔になっている。現在はセミリタイヤ状態。

## タイトル歴
- UWA世界ウェルター級王座（キッド・グスマン時代）
- メキシコナショナルウェルター級王座